# 3GP
| Formatos |
| -------- |
| 3gp, 3g2 |

3GP es un formato contenedor usado por teléfonos móviles para almacenar información de medios múltiples (audio y video). Este formato de archivo, creado por 3GPP (3rd Generation Partnership Project), es una versión simplificada del "ISO 14496-1 Media Format", que es similar al formato de Quicktime. 3GP guarda video como MPEG-4 o H.263. El audio es almacenado en los formatos AMR-NB o AAC-LC.
Este formato guarda los valores como big-endian. 
Las especificaciones abarcan las redes GSM, incluyendo a las capacidades GPRS y EDGE, y W-CDMA.

## Software

### Reproducción
Este formato se puede reproducir desde los siguientes reproductores:
- VLC media player
- Totem
- Media Player Classic
- The KMPlayer
- QuickTime
- RealPlayer
- JetAudio
- GOM Player
- Windows Media Player (A partir de la versión 12, incluida en Windows 7)
- iTunes

### Codificación/decodificación
- MEncoder
- FFmpeg